# Súper Liga Americana de Rugby 2021
La Súper Liga Americana de Rugby de 2021 (por sus siglas, SLAR 2021) fue la segunda edición del torneo sudamericano de rugby profesional de franquicias organizado por Sudamérica Rugby. El torneo se disputó entre el 16 marzo y el 15 de mayo de 2021 y representó el regreso del torneo luego de la cancelación de la temporada inaugural debido al brote de la pandemia de COVID-19 en la región.
Con el objetivo de minimizar el impacto de COVID-19 y priorizar la seguridad y bienestar de jugadores, referís y "staff", Sudamérica Rugby decidió organizar en "burbujas sanitarias" divididas en tres sedes como : Santiago de Chile, Valparaíso y Montevideo. El torneo disputaron seis franquicias provenientes de igual cantidad de países, destacándose la incorporación plena de Cafeteros Pro de Colombia y Jaguares XV de Argentina, esta última en reemplazo de Ceibos.
El campeonato fue obtenido por Jaguares XV tras derrotar 36-28 a Peñarol en la final  disputada en el Estadio Charrúa de Montevideo. La franquicia argentina se quedó con el torneo de forma invicta y dominante, ganando todos sus partidos en la fase regular y finalizando con puntaje ideal (50) al conseguir bonus ofensivos en todos sus partidos. Sebastián Cancelliere fue elegido como el mejor jugador del torneo, mientras que Martín Roger de Peñarol fue el máximo anotador, con 125 tantos. 

## Sistema de disputa
El torneo se disputó en dos etapas: una fase regular y una fase final. La fase regular se disputó bajo el sistema de todos contra todos a dos rondas, pero jugado en tres sedes en lugar de encuentros de ida y vuelta. La fase regular utilizó el sistema de puntos bonus, otorgando 4 puntos por partido ganado, 2 por empate y 0 por partido perdido; además de otorgar 1 punto bonus por convertir 4 tries o más en un partido y 1 punto bonus por perder por 7 o menos tantos de diferencia. Los cuatro mejor clasificados al finalizar la etapa clasificaron a la fase final.
La fase final se disputó a eliminación directa, con semifinales y final, sin partido por el tercer puesto. Esta etapa también se disputó bajo el sistema de sedes. 

### Sedes
Debido a la situación epidemiológica, se resolvió que el torneo se juegue en tres sedes fijas secuenciales: Santiago y Valparaíso en Chile y Montevideo en Uruguay. En las mismas se implementó el modelo de burbuja sanitaria, con los partidos disputándose sin público y con los partidos de cada fecha disputándose a lo largo de un mismo día en un mismo estadio.
Las sedes fueron divididas de la siguiente manera: la primera etapa (fechas 1-5) se jugaron en Chile, mientras que la segunda etapa (fechas 6-10) y la fase final se jugaron en Uruguay. La primera etapa en Chile estuvo dividida en tres partes: las fechas 1 y 2 se disputaron en el Estadio Municipal de La Pintana de Santiago de Chile; la fecha 3 se disputó en el Estadio Elías Figueroa Brander de Valparaíso; mientras que las fechas 4 y 5 se disputaron nuevamente en Santiago, pero en esta ocasión en el Estadio Nacional de Chile. La segunda etapa y la fase final se disputaron íntegramente en el Estadio Charrúa de Montevideo.
| Estadio Municipal de La Pintana | Estadio Elías Figueroa Brander | Estadio Nacional de Chile | Estadio Charrúa                                  |
|                                 |                                |                           |                                                  |
| Santiago de Chile               | Valparaíso                     | Santiago de Chile         | Montevideo                                       |
| Fechas 1 y 2 (6 partidos)       | Fecha 3 (3 partidos)           | Fecha 4 y 5 (6 partidos)  | Fechas 6 a 10, semifinales y final (18 partidos) |

## Equipos participantes
Durante esta temporada participaron seis franquicias provenientes de seis países distintos.
| Franquicia       | País      | Head Coach             |
| ---------------- | --------- | ---------------------- |
| Cafeteros Pro    | Colombia  | Rodolfo Ambrosio       |
| Cobras Brasil XV | Brasil    | Emiliano Bergamaschi   |
| Jaguares XV      | Argentina | Carlos Fernández Lobbe |
| Olimpia Lions    | Paraguay  | Raúl Pérez             |
| Peñarol Rugby    | Uruguay   | Pablo Bouza            |
| Selknam Rugby    | Chile     | Nicolás Bruzzone       |

### Cambios
Hubo tres cambios entre los equipos participantes respecto a la temporada anterior:
- Cafeteros Pro: la franquicia colombiana fue incorporada de forma plena durante esta temporada. Si bien su participación en la fase final de la temporada anterior había sido confirmada, la temprana suspensión de aquel torneo no permitió su ingreso.[13][14]

- Cobras Brasil XV: el 4 de febrero de 2021 la Confederação Brasileira de Rugby decidió que tras la conclusión de su contrato con el club de futbol Corinthians, la franquicia dejaría de lado el nombre Corinthians Rugby, optando en su lugar por el nombre Cobras Brasil XV. La nueva denominación tenía como objetivo tener una identidad  más representativa a nivel nacional.[15][16]

- Jaguares XV y Ceibos: el cambio más drástico durante esta temporada fue el reemplazo de Ceibos Rugby de Córdoba por Jaguares XV, el "segundo equipo" de Jaguares que anteriormente había participado en la Currie Cup First Division de Sudáfrica.[17] La Unión Argentina de Rugby decidió de forma unilateral rescindir el contrato con Fernando Riccomi, CEO de Ceibos Rugby, argumentando incumplimientos en el contrato y cambios en los términos del torneo.[18][19] Esta decisión coincidió con el equipo principal siendo removido del Super Rugby debido a los efectos de la pandemia de COVID-19, por lo que la nueva franquicia también tuvo como objetivo mantener activa la marca de los Jaguares.[20]

## Clasificación
| Pos. | Equipo           | PJ | PG | PE | PP | AF  | AC  | Dif. | Pts. Bonus | Puntos |
| ---- | ---------------- | -- | -- | -- | -- | --- | --- | ---- | ---------- | ------ |
| 1.º  | Jaguares XV      | 10 | 10 | 0  | 0  | 571 | 137 | +434 | 10         | 50     |
| 2.º  | Peñarol Rugby    | 10 | 7  | 0  | 3  | 279 | 210 | +69  | 3          | 31     |
| 3.º  | Selknam Rugby    | 10 | 5  | 0  | 5  | 278 | 270 | +8   | 6          | 26     |
| 4.º  | Olimpia Lions    | 10 | 5  | 0  | 5  | 253 | 324 | -71  | 3          | 23     |
| 5.º  | Cobras Brasil XV | 10 | 3  | 0  | 7  | 154 | 332 | -178 | 2          | 14     |
| 6.º  | Cafeteros Pro    | 10 | 0  | 0  | 10 | 167 | 429 | -262 | 5          | 5      |

Nota: Se otorgaron 4 puntos por partido ganado, 2 por empate y 0 por partido perdido
Puntos Bonus: 1 punto por anotar 4 tries o más en un partido (BO) y 1 al equipo que pierda por 7 tantos de diferencia o menos (BD).
|  | Clasificados a semifinales. |

## Primera fase

### Fecha 1
| 16 de marzo de 2021 | Peñarol | 40 - 11 | Olimpia | Estadio Municipal de La Pintana, Santiago de Chile |                              |
|                     |         | Reporte |         | Árbitro(s): Federico Anselmi                       | Árbitro(s): Federico Anselmi |

| 16 de marzo de 2021 | Selknam | 35 - 12 | Cafeteros Pro | Estadio Municipal de La Pintana, Santiago de Chile |                              |
|                     |         | Reporte |               | Árbitro(s): Damián Schneider                       | Árbitro(s): Damián Schneider |

| 16 de marzo de 2021 | Jaguares XV | 20 - 0 (W.O.) | Cobras | Estadio Municipal de La Pintana, Santiago de Chile |  |
|                     |             | Reporte       |        |                                                    |  |

### Fecha 2
| 21 de marzo de 2021 | Cobras | 24 - 33 | Peñarol | Estadio Municipal de La Pintana, Santiago de Chile |                                 |
|                     |        | Reporte |         | Árbitro(s): Nehuen Jauri Rivero                    | Árbitro(s): Nehuen Jauri Rivero |

| 21 de marzo de 2021 | Olimpia | 16 - 29 | Selknam | Estadio Municipal de La Pintana, Santiago de Chile |                                |
|                     |         | Reporte |         | Árbitro(s): Francisco González                     | Árbitro(s): Francisco González |

| 21 de marzo de 2021 | Jaguares XV | 71 - 28 | Cafeteros Pro | Estadio Municipal de La Pintana, Santiago de Chile |                              |
|                     |             | Reporte |               | Árbitro(s): Federico Anselmi                       | Árbitro(s): Federico Anselmi |

### Fecha 3
| 25 de marzo de 2021 | Peñarol | 45 - 3  | Cafeteros Pro | Estadio Elías Figueroa Brander, Valparaíso |                              |
|                     |         | Reporte |               | Árbitro(s): Damián Schneider               | Árbitro(s): Damián Schneider |

| 25 de marzo de 2021 | Cobras | 8 - 44  | Olimpia | Estadio Elías Figueroa Brander, Valparaíso |                                 |
|                     |        | Reporte |         | Árbitro(s): Nehuen Jauri Rivero            | Árbitro(s): Nehuen Jauri Rivero |

| 25 de marzo de 2021 | Selknam | 8 - 65  | Jaguares XV | Estadio Elías Figueroa Brander, Valparaíso |                                |
|                     |         | Reporte |             | Árbitro(s): Francisco González             | Árbitro(s): Francisco González |

### Fecha 4
| 30 de marzo de 2021 | Cobras | 30 - 14 | Cafeteros Pro | Estadio Nacional, Santiago de Chile |                          |
|                     |        | Reporte |               | Árbitro(s): Frank Méndez            | Árbitro(s): Frank Méndez |

| 30 de marzo de 2021 | Peñarol | 26 - 22 | Selknam | Estadio Nacional, Santiago de Chile |                            |
|                     |         | Reporte |         | Árbitro(s): Tomás Bertazza          | Árbitro(s): Tomás Bertazza |

| 30 de marzo de 2021 | Olimpia | 13 - 77 | Jaguares XV | Estadio Nacional, Santiago de Chile |                              |
|                     |         | Reporte |             | Árbitro(s): Felipe Balbontín        | Árbitro(s): Felipe Balbontín |

### Fecha 5
| 4 de abril de 2021 | Olimpia | 39 - 32 | Cafeteros Pro | Estadio Nacional, Santiago de Chile |                          |
|                    |         | Reporte |               | Árbitro(s): Cauã Ricardo            | Árbitro(s): Cauã Ricardo |

| 4 de abril de 2021 | Selknam | 66 - 10 | Cobras | Estadio Nacional, Santiago de Chile |                                |
|                    |         | Reporte |        | Árbitro(s): Esteban Filipanics      | Árbitro(s): Esteban Filipanics |

| 4 de abril de 2021 | Jaguares XV | 46 - 17 | Peñarol | Estadio Nacional, Santiago de Chile |                              |
|                    |             | Reporte |         | Árbitro(s): Felipe Balbontín        | Árbitro(s): Felipe Balbontín |

### Fecha 6
| 11 de abril de 2021 | Olimpia | 10 - 29 | Peñarol | Estadio Charrúa, Montevideo |                            |
|                     |         | Reporte |         | Árbitro(s): Tomás Bertazza  | Árbitro(s): Tomás Bertazza |

| 11 de abril de 2021 | Cafeteros Pro | 11 - 42 | Selknam | Estadio Charrúa, Montevideo    |                                |
|                     |               | Reporte |         | Árbitro(s): Esteban Filipanics | Árbitro(s): Esteban Filipanics |

| 11 de abril de 2021 | Cobras | 12 - 62 | Jaguares XV | Estadio Charrúa, Montevideo |                          |
|                     |        | Reporte |             | Árbitro(s): Frank Méndez    | Árbitro(s): Frank Méndez |

### Fecha 7
| 16 de abril de 2021 | Peñarol | 40 - 12 | Cobras | Estadio Charrúa, Montevideo    |                                |
|                     |         | Reporte |        | Árbitro(s): Esteban Filipanics | Árbitro(s): Esteban Filipanics |

| 16 de abril de 2021 | Selknam | 21 - 24 | Olimpia | Estadio Charrúa, Montevideo |                            |
|                     |         | Reporte |         | Árbitro(s): Tomás Bertazza  | Árbitro(s): Tomás Bertazza |

| 16 de abril de 2021 | Cafeteros Pro | 7 - 80  | Jaguares XV | Estadio Charrúa, Montevideo |                          |
|                     |               | Reporte |             | Árbitro(s): Cauã Ricardo    | Árbitro(s): Cauã Ricardo |

### Fecha 8
| 21 de abril de 2021 | Olimpia | 19 - 15 | Cobras | Estadio Charrúa, Montevideo    |                                |
|                     |         | Reporte |        | Árbitro(s): Francisco González | Árbitro(s): Francisco González |

| 21 de abril de 2021 | Jaguares XV | 68 - 8  | Selknam | Estadio Charrúa, Montevideo     |                                 |
|                     |             | Reporte |         | Árbitro(s): Nehuen Jauri Rivero | Árbitro(s): Nehuen Jauri Rivero |

| 21 de abril de 2021 | Cafeteros Pro | 13 - 14 | Peñarol | Estadio Charrúa, Montevideo  |                              |
|                     |               | Reporte |         | Árbitro(s): Damián Schneider | Árbitro(s): Damián Schneider |

### Fecha 9
| 26 de abril de 2021 | Cafeteros Pro | 14 - 22 | Cobras | Estadio Charrúa, Montevideo      |                                  |
|                     |               | Reporte |        | Árbitro(s): Neuhuen Jauri Rivero | Árbitro(s): Neuhuen Jauri Rivero |

| 26 de abril de 2021 | Selknam | 27 - 17 | Peñarol | Estadio Charrúa, Montevideo  |                              |
|                     |         | Reporte |         | Árbitro(s): Damián Schneider | Árbitro(s): Damián Schneider |

| 26 de abril de 2021 | Jaguares XV | 40 - 26 | Olimpia | Estadio Charrúa, Montevideo    |                                |
|                     |             | Reporte |         | Árbitro(s): Francisco González | Árbitro(s): Francisco González |

### Fecha 10
| 1 de mayo de 2021 | Cafeteros Pro | 33 - 51 | Olimpia | Estadio Charrúa, Montevideo  |                              |
|                   |               | Reporte |         | Árbitro(s): Damián Schneider | Árbitro(s): Damián Schneider |

| 1 de mayo de 2021 | Peñarol | 18 - 42 | Jaguares XV | Estadio Charrúa, Montevideo     |                                 |
|                   |         | Reporte |             | Árbitro(s): Nehuen Jauri Rivero | Árbitro(s): Nehuen Jauri Rivero |

| 1 de mayo de 2021 | Cobras | 21 - 20 | Selknam | Estadio Charrúa, Montevideo    |                                |
|                   |        | Reporte |         | Árbitro(s): Francisco González | Árbitro(s): Francisco González |

## Fase final

### Semifinales
| 8 de mayo de 2021 | Jaguares XV | 29 - 17 | Olimpia | Estadio Charrúa, Montevideo    |                                |
|                   |             | Reporte |         | Árbitro(s): Francisco González | Árbitro(s): Francisco González |

| 8 de mayo de 2021 | Peñarol | 17 - 14 | Selknam | Estadio Charrúa, Montevideo     |                                 |
|                   |         | Reporte |         | Árbitro(s): Nehuen Jauri Rivero | Árbitro(s): Nehuen Jauri Rivero |

### Final
| 15 de mayo de 2021 | Jaguares XV | 36 - 28 | Peñarol | Estadio Charrúa, Montevideo  |                              |
|                    |             | Reporte |         | Árbitro(s): Damián Schneider | Árbitro(s): Damián Schneider |

| Bandera de Argentina |
| Campeón Jaguares XV  |
| Primer título        |

## Estadísticas

### XV de la SLAR 2021
Quince jugadores y ocho reservas fueron elegidos como parte del equipo ideal de la temporada. Sebastián Cancelliere  de Jaguares XV fue elegido como el "MVP del Torneo".
| Nro. | Nombre                   | Equipo           |
| ---- | ------------------------ | ---------------- |
| 1    | Rodrigo Martínez Manzano | Olimpia Lions    |
| 2    | Martín Vaca              | Jaguares XV      |
| 3    | Diego Arbelo             | Peñarol Rugby    |
| 4    | Santiago Portillo        | Selknam Rugby    |
| 5    | Franco Molina            | Jaguares XV      |
| 6    | Manuel Ardao             | Peñarol Rugby    |
| 7    | Francisco Gorrissen      | Jaguares XV      |
| 8    | André Arruda             | Cobras Brasil XV |
| 9    | Gonzalo García           | Cafeteros Pro    |
| 10   | Tomás Albornoz           | Jaguares XV      |
| 11   | Nicolás Freitas          | Peñarol Rugby    |
| 12   | Juan Pablo Castro        | Jaguares XV      |
| 13   | Domingo Saavedra         | Selknam Rugby    |
| 14   | Sebastián Cancelliere    | Jaguares XV      |
| 15   | Martín Bogado            | Olimpia Lions    |

| Nro. | Nombre           | Equipo           |
| ---- | ---------------- | ---------------- |
| 16   | Facundo Gattas   | Peñarol Rugby    |
| 17   | Javier Corvalán  | Cafeteros Pro    |
| 18   | Lucas Favre      | Olimpia Lions    |
| 19   | Cléber Dias      | Cobras Brasil XV |
| 20   | Joaquín Oviedo   | Jaguares XV      |
| 21   | Patricio Baronio | Selknam Rugby    |
| 22   | Martín Roger     | Peñarol Rugby    |
| 23   | Tomás Cubilla    | Jaguares XV      |

### Máximos anotadores
| Pos. | Nombre                | Equipo           | Pts. |
| ---- | --------------------- | ---------------- | ---- |
| 1.º  | Martín Roger          | Peñarol Rugby    | 125  |
| 2.º  | Máximo Ledesma        | Olimpia Lions    | 108  |
| 3.º  | Tomás Albornoz        | Jaguares XV      | 100  |
| 4.º  | Sebastián Cancelliere | Jaguares XV      | 75   |
| 5.º  | Martín Elías          | Jaguares XV      | 70   |
| 6.º  | Santiago Videla       | Selknam Rugby    | 67   |
| 7.º  | Moisés Duque          | Cobras Brasil XV | 47   |
| 8.º  | Tomás Cubilla         | Jaguares XV      | 45   |
| 9.º  | Patricio Baronio      | Selknam Rugby    | 38   |
| 10.º | Juan Martín González  | Jaguares XV      | 35   |
| 11.º | Facundo Gattas        | Peñarol Rugby    | 30   |

Actualizado al final de la temporada.

## Principales Transferencias
| Jugador               | Club 2021        | Transferido a     |
| Javier Coronel        | Cafeteros Pro    | Jaguares XV       |
| Tomás Etcheverry      | Cafeteros Pro    | Peñarol Rugby     |
| Lautaro Simes         | Cafeteros Pro    | Jaguares XV       |
| Gonzalo García        | Cafeteros Pro    | Valorugby Emilia  |
| Nicolás Roger         | Cafeteros Pro    | Peñarol Rugby     |
| Santiago Resino       | Cafeteros Pro    | Perugia           |
| Facundo Ferrario      | Cafeteros Pro    | Rugby Rovigo      |
| Caique Silva          | Cobras Brasil XV | Saint Denis       |
| Leonel Moreno         | Cobras Brasil XV | Germina           |
| Matheus Rocha         | Cobras Brasil XV | Cdul              |
| Manuel Bernstein      | Cobras Brasil XV | Jaguares XV       |
| Marcos de Sanctis     | Cobras Brasil XV | Rugby Viadana     |
| Franco Giudice        | Cobras Brasil XV | Cafeteros Pro     |
| Javier Díaz           | Olimpia Lions    | Valorugby Emilia  |
| Rodrigo Martínez      | Olimpia Lions    | Wasps RFC         |
| Nicolás Revol Pitt    | Olimpia Lions    | Jaguares XV       |
| Axel Zapata           | Olimpia Lions    | Houston SaberCats |
| Mauro Rebbussone      | Olimpia Lions    | Colorno           |
| Jerónimo Gómez Vara   | Olimpia Lions    | Jaguares XV       |
| Joaquín Pellandini    | Olimpia Lions    | Jaguares XV       |
| Máximo Ledesma        | Olimpia Lions    | Lyons Piacenza    |
| Martín Bogado         | Olimpia Lions    | Jaguares XV       |
| Leopoldo Herrera      | Olimpia Lions    | SS Lazio Rugby    |
| Facundo Pomponio      | Peñarol Rugby    | Floirac           |
| Facundo Gattas        | Peñarol Rugby    | Hindú Club        |
| Conrado Roura         | Peñarol Rugby    | Dallas Jackals    |
| Martín Roger          | Peñarol Rugby    | Valsugana         |
| Nicolás Freitas       | Peñarol Rugby    | Vannes            |
| Juan Manuel Alonso    | Peñarol Rugby    | Brive             |
| José Ramón Ayarza     | Selknam Rugby    | Charente          |
| Augusto Böhme         | Selknam Rugby    | Seattle Seawolves |
| Santiago Portillo     | Selknam Rugby    | Lyons Piacenza    |
| Clemente Saavedra     | Selknam Rugby    | UE Santboiana     |
| Bautista Stavile      | Selknam Rugby    | Rugby Viadana     |
| Franco Velarde        | Selknam Rugby    | El Salvador Rugby |
| Maximiliano Filizzola | Selknam Rugby    | Lyons Piacenza    |
| Francisco Minervino   | Jaguares XV      | Lyons Piacenza    |
| Nicolás Toth          | Jaguares XV      | Provence          |
| Federico Wegrzyn      | Jaguares XV      | Provence          |
| Martín Vaca           | Jaguares XV      | Narbonne          |
| Joel Sclavi           | Jaguares XV      | La Rochelle       |
| Juan Pablo Zeiss      | Jaguares XV      | Houston SaberCats |
| Federico Gutíerrez    | Jaguares XV      | Albi              |
| Francisco Gorrissen   | Jaguares XV      | Vannes            |
| Juan Martín González  | Jaguares XV      | London Irish      |
| Tomás Bernasconi      | Jaguares XV      | Calvisano         |
| Joaquín Oviedo        | Jaguares XV      | Perpignan         |
| Felipe Ezcurra        | Jaguares XV      | Grenoble          |
| Tomás Albornoz        | Jaguares XV      | Benetton          |
| Santiago Chocobares   | Jaguares XV      | Toulouse          |
| Teo Castiglioni       | Jaguares XV      | Valorugby Emilia  |
| Sebastián Cancelliere | Jaguares XV      | Glasgow Warriors  |